# Helenental
Koordinaten: 48° 1′ 7″ N, 16° 10′ 53″ O
Das Helenental ist ein Teil des Schwechattales im Wienerwald in Niederösterreich bei Baden bei Wien. Im engeren Sinne ist nur der unterste Abschnitt westlich von Baden gemeint, heute versteht man darunter aber den gesamten Verlauf zwischen Baden und Mayerling.
Das romantische Tal ist ein altbekanntes Erholungsgebiet für das nahe Wien sowie die Badener Kurgäste und steht als Naturschutzgebiet „Hoher Lindkogel – Helenental“ unter dem besonderen Schutz der niederösterreichischen Landesregierung.

## Lage und Geschichte

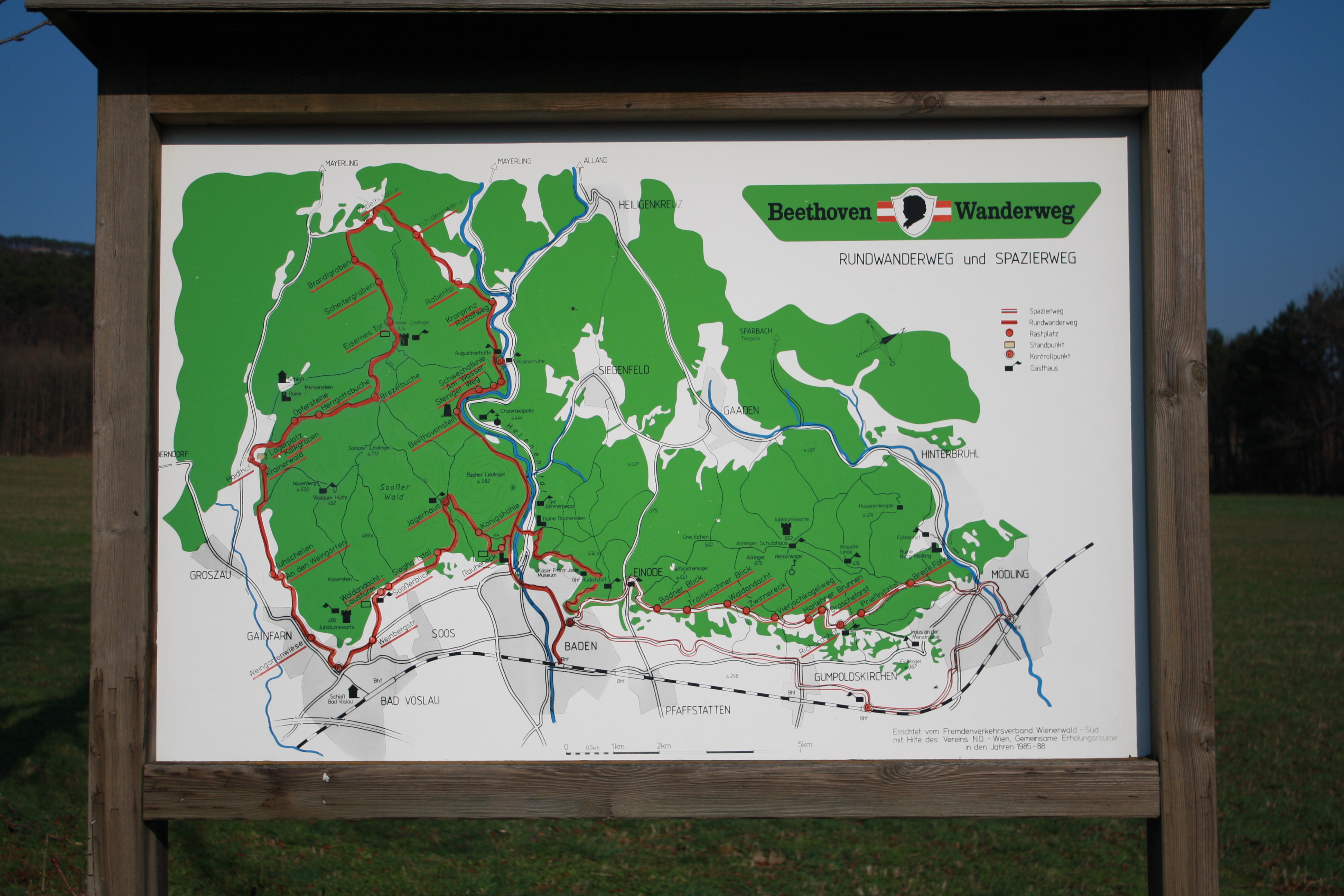
In der Mitte der Tafel senkrecht das Helenental (Karte ist gewestet)

Auf der linken Seite der Schwechat durchquert die von Baden Richtung Alland führende Straße an der heutigen Stadtgrenze den Urtelstein (ursprünglich: Urtheilstein) in einem kurzen, 1826 mittelst 15 000 Sprengschüssen geschlagenen, Kaiser Franz I. huldigenden Tunnel. Auf der rechten Flussseite führt ein Wanderweg, der seit 1940 in dem Lied Ich kenn ein kleines Wegerl im Helenental besungen wird. Am Talbeginn befinden sich die beiden Burgruinen Rauheneck und Rauhenstein.
Da die Schwechat dort oftmals auch Hochwasser führt, ist am Schwechatufer eine automatische Wasserstanderfassung eingebaut.

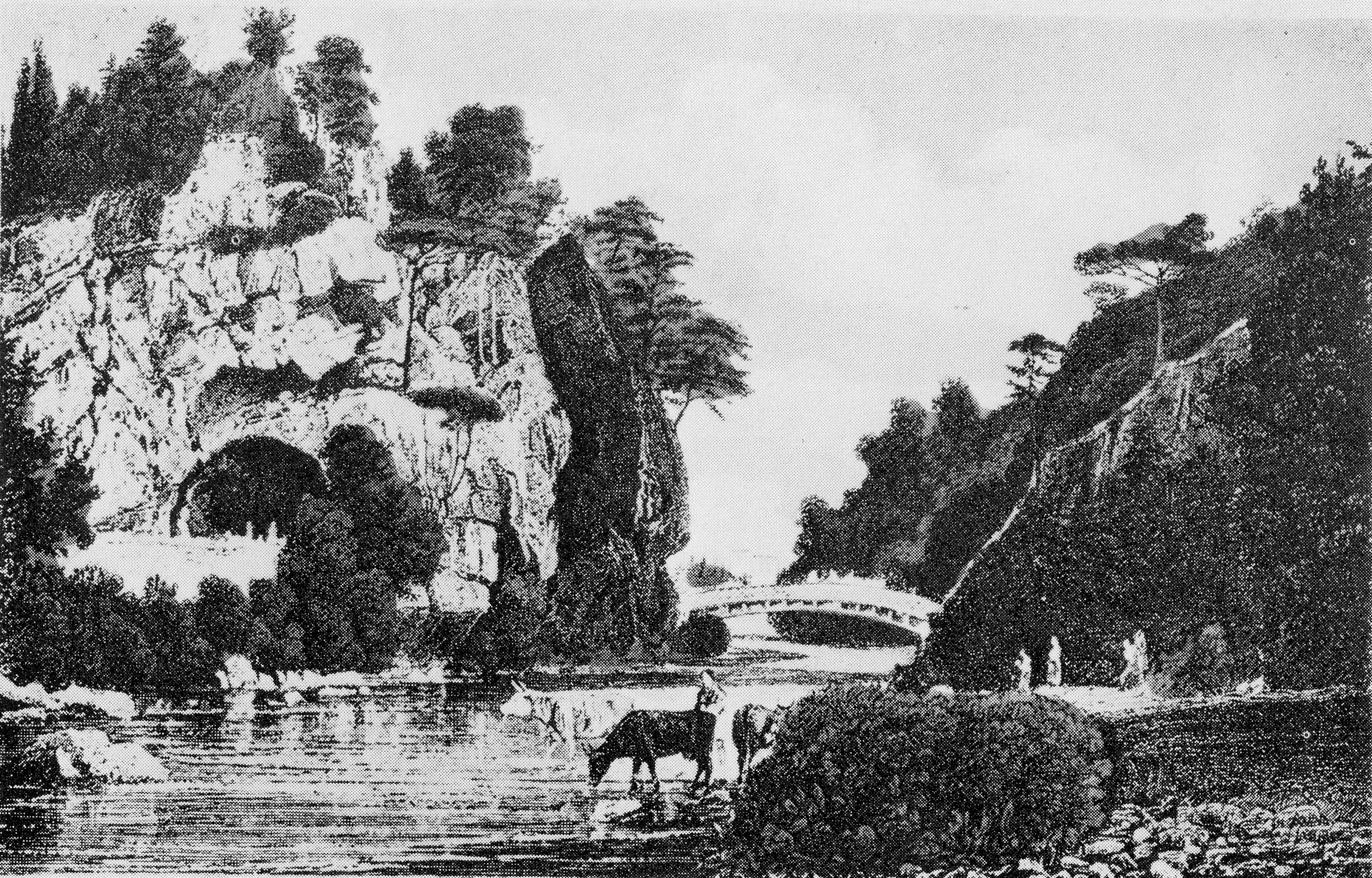
Westportal des Durchbruchs samt Antonsbrücke aus 1829 (1840)
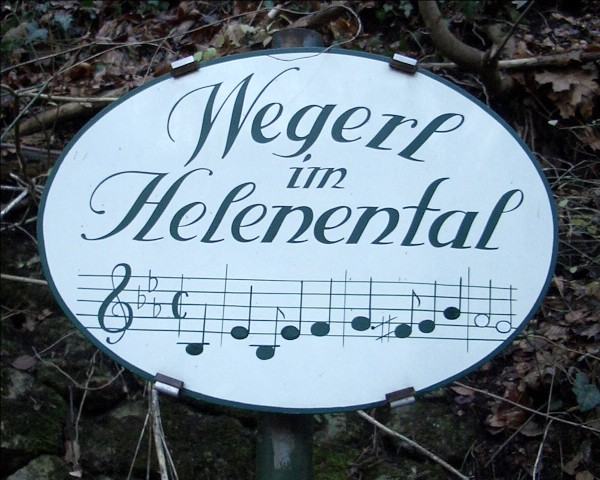
Beschilderung vom Wegerl im Helenental
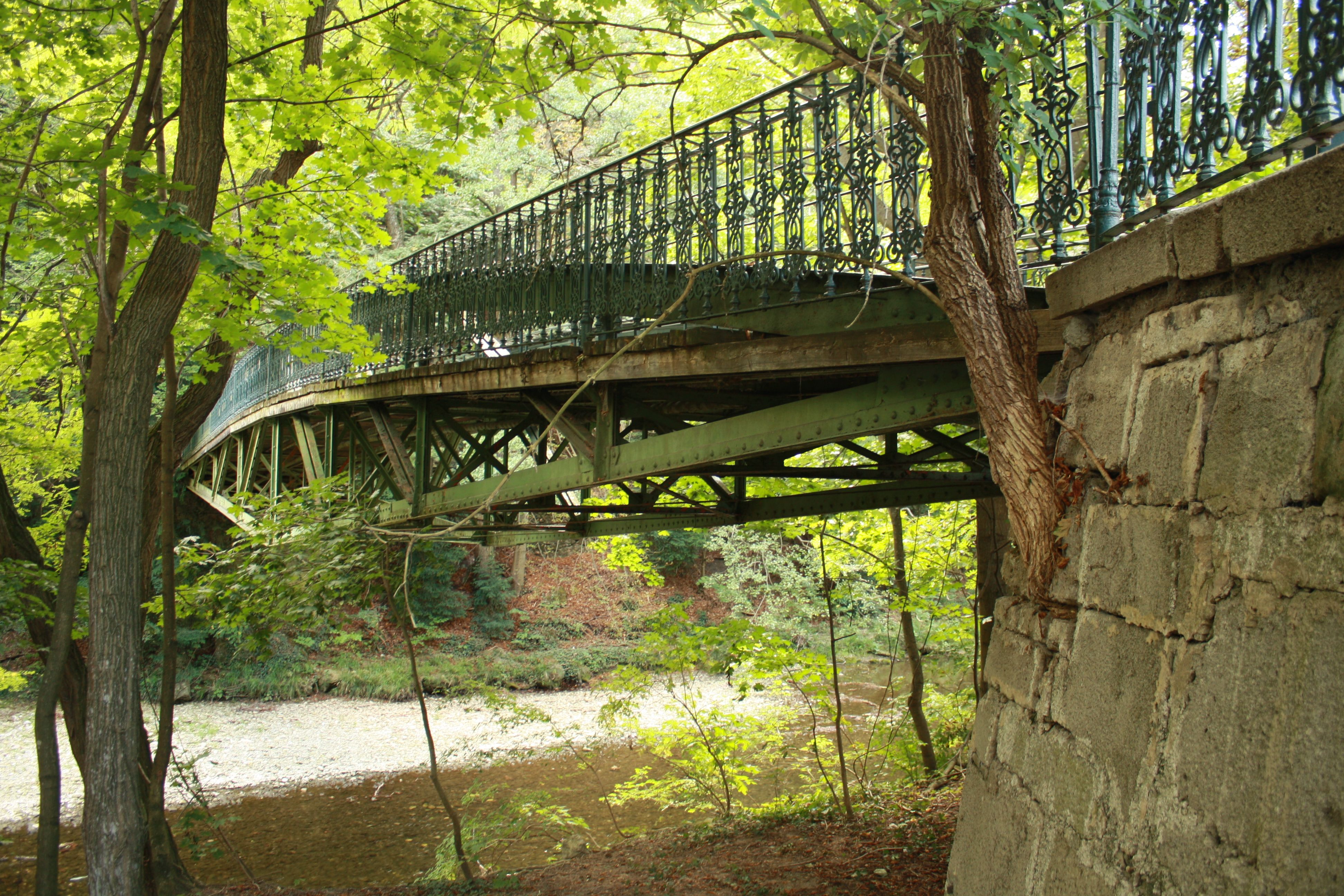
Beginn des Wegerls im Helenental bei der Albrechtsbrücke in Baden
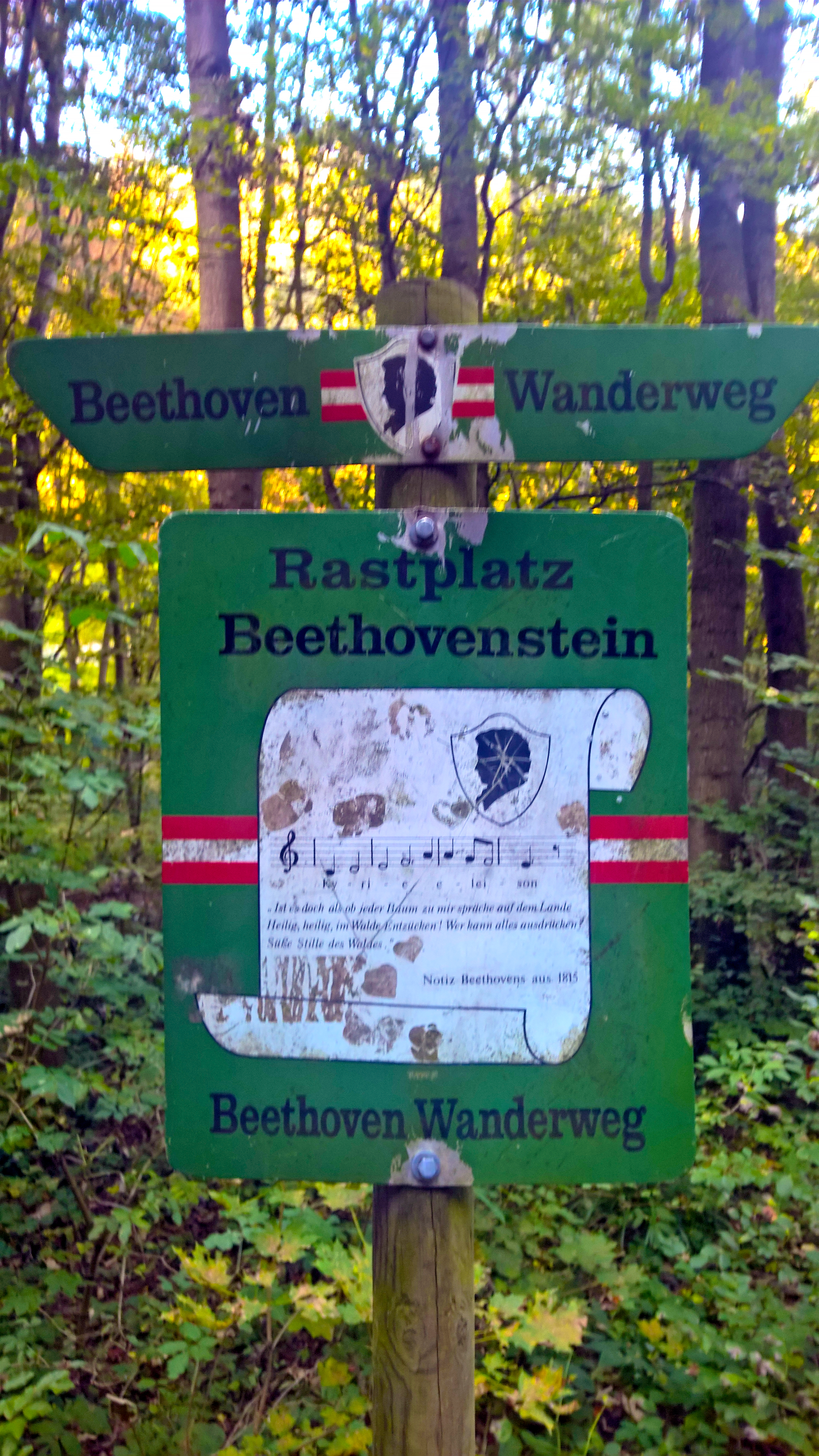
Wegweiser am Rastplatz Beethovenstein
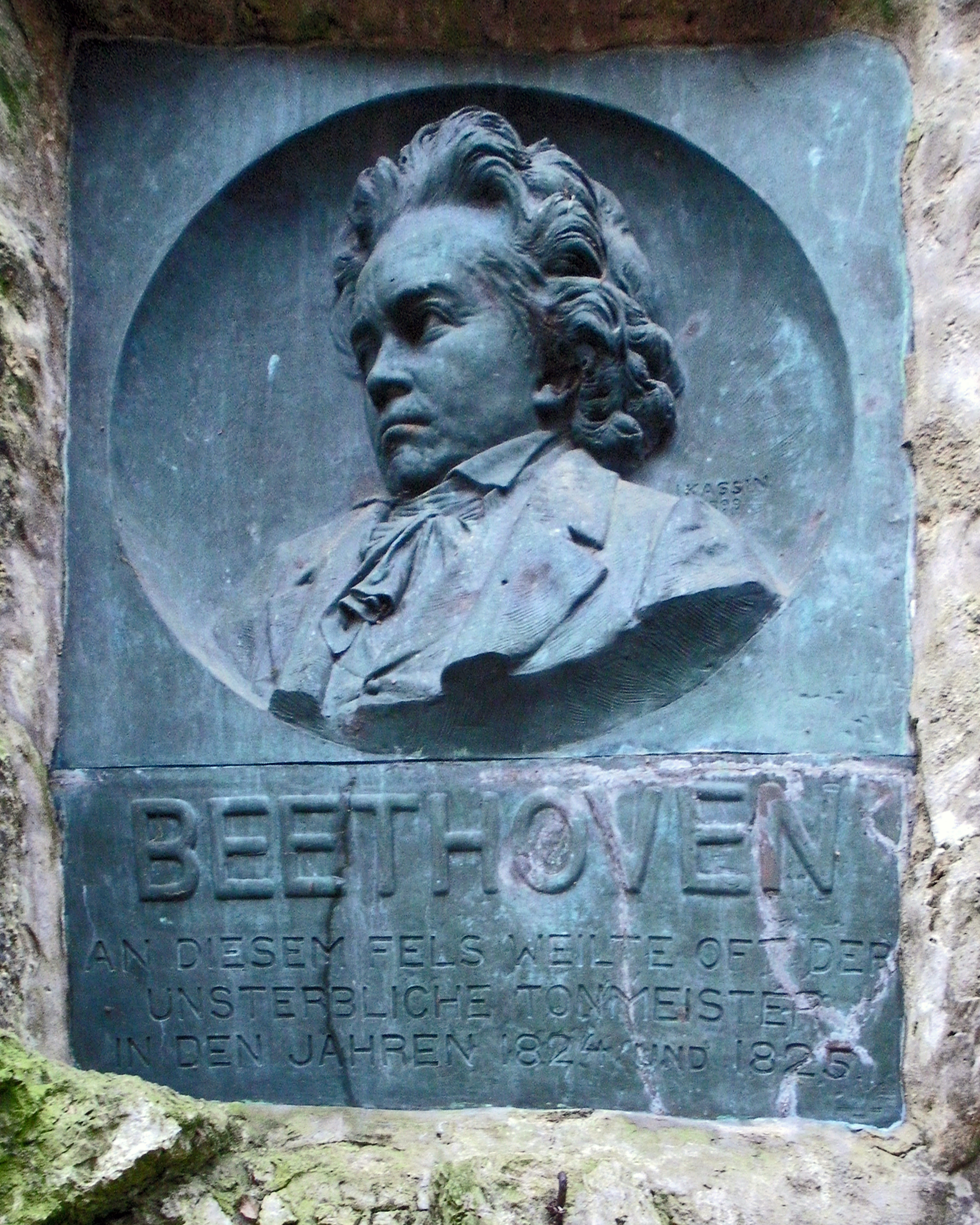
Von Josef Kassin 1899 ausgeführtes Beethoven-Relief am Rastplatz Beethovenstein

## Ansiedlung Helenental
Die im eigentlichen Helenental verstreuten Häuser gehören am rechten, südlichen Ufer zur Gemeinde Alland, am linken zu Heiligenkreuz.

Im weiteren Sinne liegen im Helenental auch noch die Orte Krainerhütte, Sattelbach und Schwechatbach.
| Helenental (Zerstreute Häuser)                    | Helenental (Zerstreute Häuser)   |
| ------------------------------------------------- | -------------------------------- |
| Basisdaten                                        |                                  |
| Pol. Bezirk, Bundesland                           | Baden (BN), Niederösterreich     |
| Gerichtsbezirk                                    | Baden                            |
| Pol. Gemeinde                                     | Heiligenkreuz (KG Heiligenkreuz) |
| Ortschaft                                         | Sattelbach                       |
| Koordinaten                                       | 48° 1′ 5″ N, 16° 11′ 25″ O       |
| Höhe                                              | 256 m ü. A.                      |
| Postleitzahl                                      | 2500                             |
| Statistische Kennzeichnung                        |                                  |
| Zählsprengel/ -bezirk                             | Heiligenkreuz (30613 000)        |
| Quelle: STAT: Ortsverzeichnis; BEV: GEONAM; NÖGIS |                                  |

| Helenental (Zerstreute Häuser)                                        | Helenental (Zerstreute Häuser)        |
| --------------------------------------------------------------------- | ------------------------------------- |
| Basisdaten                                                            |                                       |
| Pol. Bezirk, Bundesland                                               | Baden (BN), Niederösterreich          |
| Gerichtsbezirk                                                        | Baden                                 |
| Pol. Gemeinde                                                         | Alland (KG Innerer Kaltenbergerforst) |
| Ortschaft                                                             | Schwechatbach                         |
| Koordinaten                                                           | 48° 1′ 15″ N, 16° 9′ 58″ O            |
| Höhe                                                                  | 269 m ü. A.                           |
| Postleitzahl                                                          | 2500                                  |
| Statistische Kennzeichnung                                            |                                       |
| Zählsprengel/ -bezirk                                                 | Maria Raisenmarkt (30601 001)         |
| Adressen Schulzheim Quelle: STAT: Ortsverzeichnis; BEV: GEONAM; NÖGIS |                                       |

Der Österreichische Amtskalender online weist die zu Heiligenkreuz gehörende Ortschaft Helenental als Dorf aus; in Alland beschreibt Helenental als Siedlungsname Einzelhäuser und Hausgruppen. Der NÖ Atlas 4.0 stellt unter Helenental nur die auf dem Gemeindegebiet von Heiligenkreuz gelegene Ortschaft dar.

## Verkehr

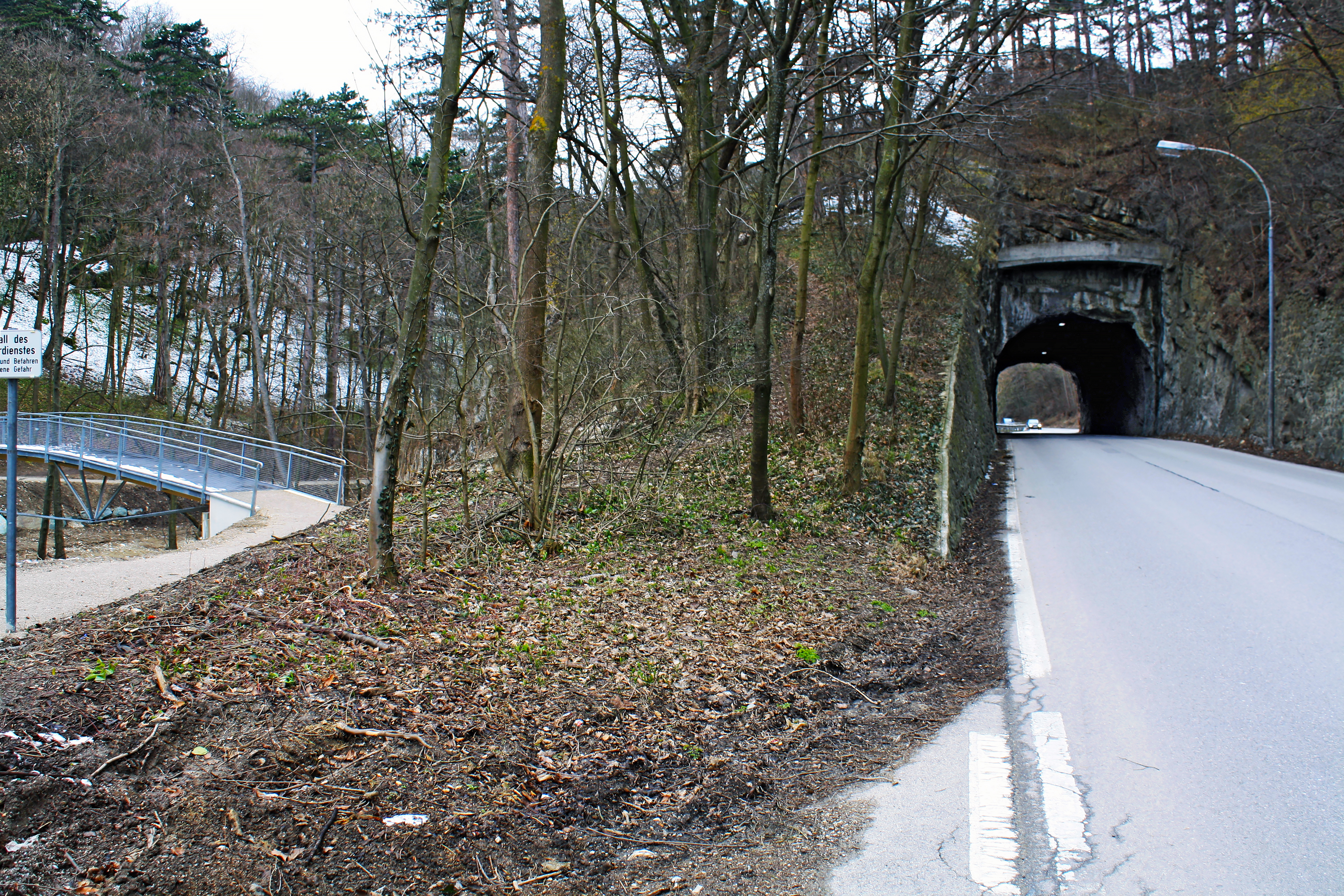
Urtelsteintunnel am Eingang des Helenentales; links: Antonsbrücke (Neubau, 2009 preisgekrönt)

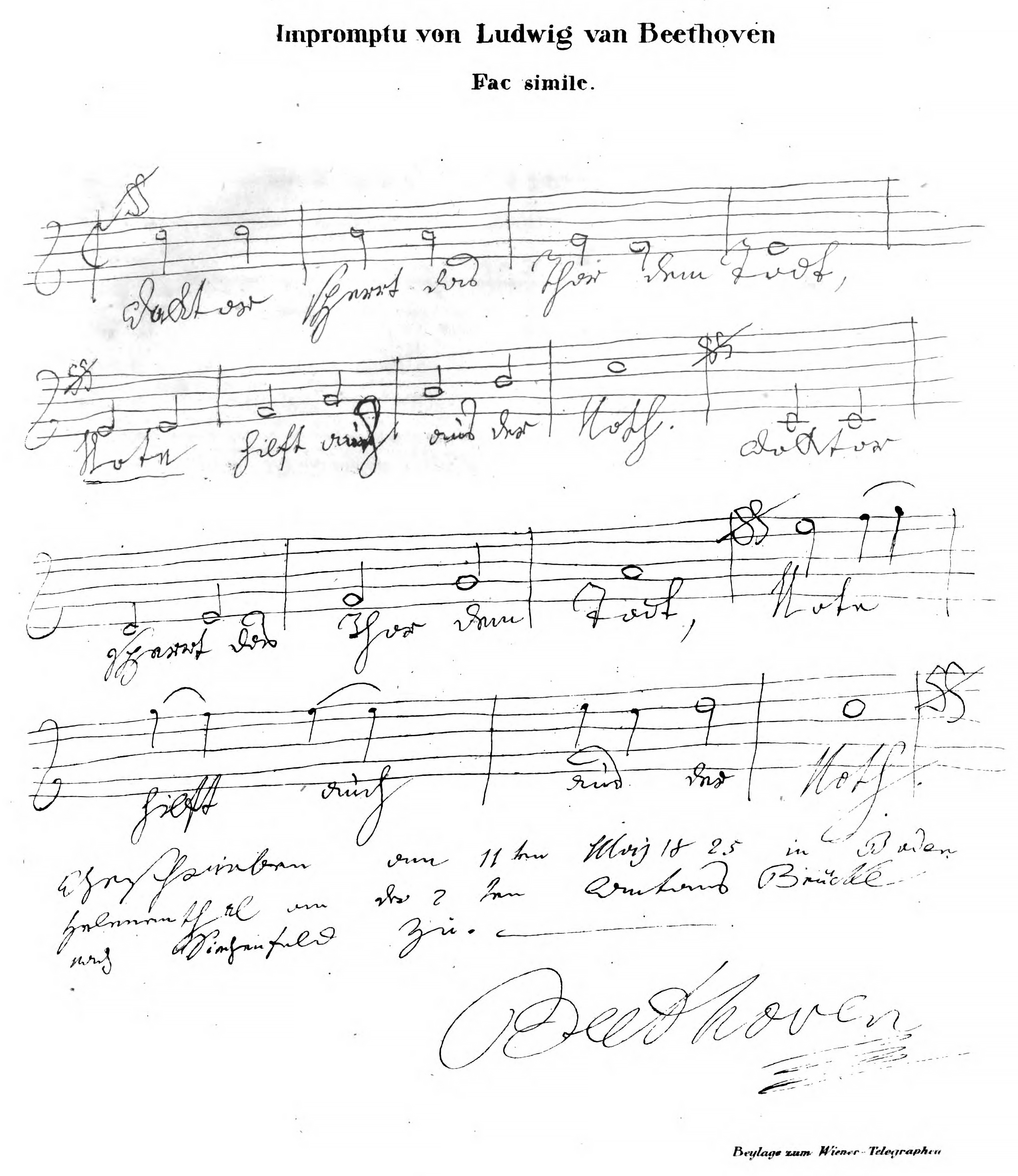
Impromptu aus der Feder Ludwig van Beethovens, verfasst am 11. Mai 1825 an der 1813 erbauten (1829 generalsanierten) Antonsbrücke

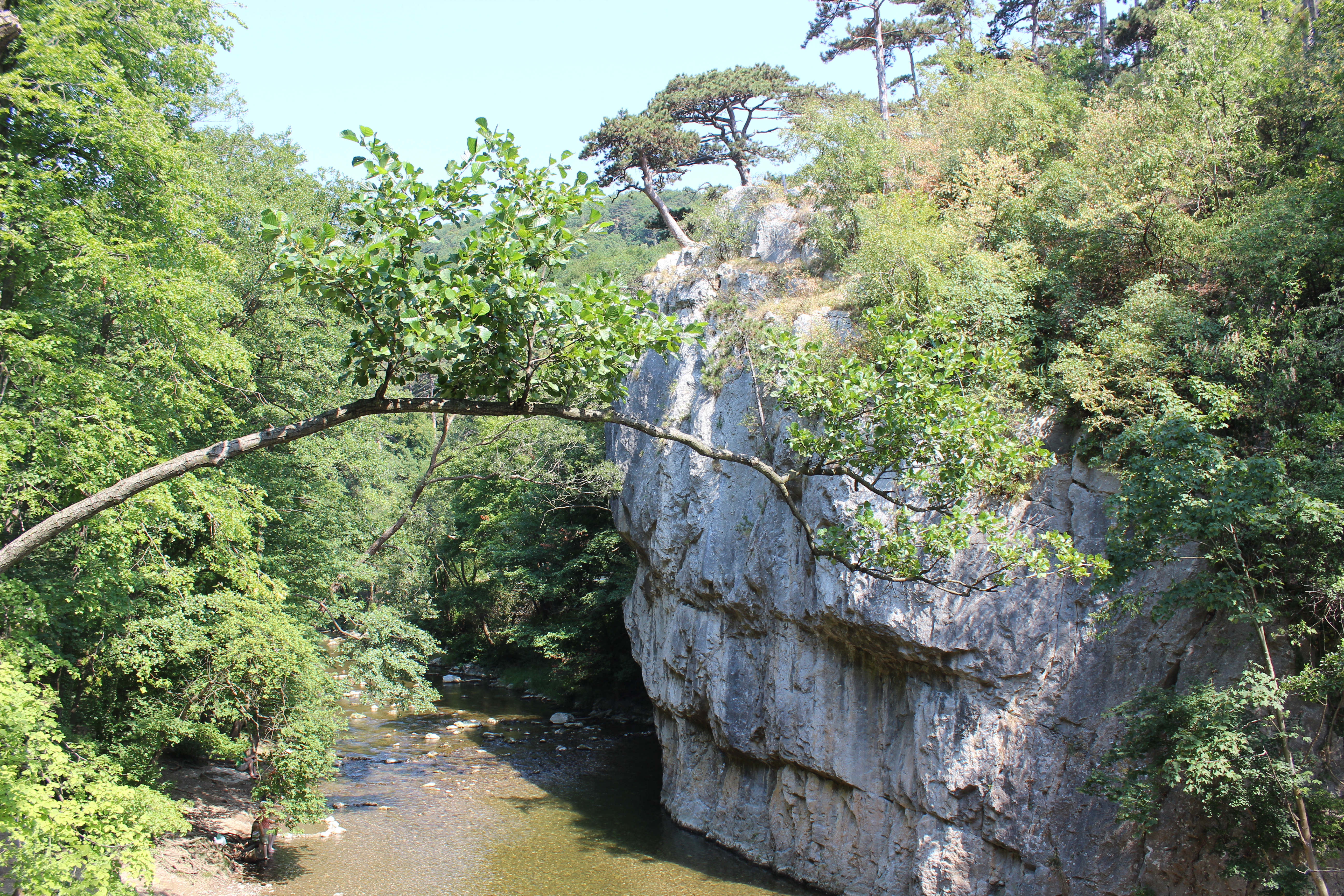
Die Schwechat beim Urtelstein

Die Straße, die durch das Tal führt, ist die ehemalige Bundesstraße 210. Abzweigungen führen nach Siegenfeld und in Sattelbach nach Heiligenkreuz. Im Jahr 2008 wurde ein Radweg errichtet. Um den Urtelstein zu umfahren, mussten deshalb zwei Brücken über die Schwechat errichtet werden.
Wegen seiner kurvenreichen Straße ist das Helenental auch sehr beliebt bei Motorradfahrern.
Von 1898 bis 1936 wurde das Helenental durch die Linie nach Rauhenstein der Straßenbahn Baden erreicht.

## Tourismus und Sehenswürdigkeiten
Entlang der Wanderwege sind Raststationen und Restaurants, aber auch andere markante Punkte vorhanden. Einer dieser Punkte ist die Cholerakapelle, die oberhalb der Straße im Wald etwas versteckt liegt. Sie wurde anlässlich der Choleraepidemie in den Jahren 1830 und 1831 von den Wiener Bürgern Carl und Elisabeth Boldrino aus Dankbarkeit für ihre Verschonung errichtet. Die Kapelle wurde bald ein Wallfahrtsort und wurde 1847 vergrößert und 1892 nochmals mit Glasfenstern erweitert. Daneben etablierte sich auch eine Jausenstation. Regelmäßige Wallfahrten finden am 15. August von Baden ausgehend statt. Eine bekannte Persönlichkeit, die hier viel Zeit verbrachte, war Beethoven.
Das Netz von Promenadewegen geht auf Erzherzog Anton (1779–1835) zurück, der es in den Jahren bis 1829 errichten ließ. Als Höhepunkt ließ er die Antonsgrotte erbauen, die ungefähr gegenüber der damals noch nicht vorhandenen Cholerakapelle steht. Der ca. 2,2 km lange Abschnitt Antonsbrücke–Antonsgrotte des Helenentals wird daher als Antonstal bezeichnet.
Was heute Wanderungen am Talboden des Helenentals anlangt, versteht man zumeist örtlich, wie auch darüber hinaus, den über 5 km führenden Weg von der Badener Ortschaft St. Helena links der Schwechat zu der am rechten Ufer gelegenen (auf das erste Drittel des 18. Jahrhunderts zurückgehenden) Augustinerhütte. Die Querung der Schwechat (zur heutigen Hauswiese) auf Höhe von St. Helena (über die heutige Albrechtsbrücke) dürfte in den Jahren ab 1801 durch einen Steg (Leichenhofbrücke) möglich geworden sein. In dieser Zeit eröffnete Philipp Otto im nächstgelegenen St. Helena sein Casino-Café (1827: Bräuhaus Rauhenstein, 1884: Sacher's Etablissement Helenenthal, heute: Hotel Sacher, Helenenstraße 55).
Der bereits im frühen 19. Jahrhundert durch Kurgäste viel begangene, ein Kilometer lange Weg von St. Helena zum Urtelstein offerierte an dieser Talenge eine beeindruckende Sicht auf die bis 1805 vorhandene Klause. Durch Inbetriebnahme des Wiener Neustädter Kanals 1803 wurde die Schleuse jedoch entbehrlich, da das (ab der 1670er Jahre) von weiter flussaufwärts getriftete Holz von da an durch einen Rechen bei St. Helena gesammelt und von dort auf dem Landwege nach Baden-Leesdorf zur Ladestation an der Schleuse 15 des Kanals gebracht und Richtung Wien verschifft wurde.
In den 1930ern beschrieb E. Dümel für "heimatkundliche Wanderungen" das Helenental und seine Umgebung.